# Silometopoides
Silometopoides is een geslacht van spinnen uit de familie hangmatspinnen (Linyphiidae).

## Soorten
De volgende soorten zijn bij het geslacht ingedeeld:
- Silometopoides asiaticus (Eskov, 1995)
- Silometopoides koponeni (Eskov & Marusik, 1994)
- Silometopoides mongolensis Eskov & Marusik, 1992
- Silometopoides pampia (Chamberlin, 1949)
- Silometopoides pingrensis (Crosby & Bishop, 1933)
- Silometopoides sibiricus (Eskov, 1989)
- Silometopoides sphagnicola Eskov & Marusik, 1992
- Silometopoides tibialis (Heimer, 1987)